# Atanasis Protopsaltis
Atanasis Protopsaltis (gr. Θανάσης Πρωτοψάλτης; ur. 12 września 1993 w Limassolu) – grecki siatkarz, grający na pozycji przyjmującego.

## Sukcesy klubowe
Liga cypryjska:
- 2010, 2011

Liga grecka:
- 2022, 2025[4]
- 2021, 2024[5]
- 2014

Superpuchar Niemiec:
- 2016, 2017, 2018

Puchar Niemiec:
- 2017, 2018, 2019

Liga niemiecka:
- 2017, 2018, 2019

Puchar Ligi Greckiej:
- 2021, 2022, 2024[6]

Liga belgijska:
- 2023[7]

## Sukcesy reprezentacyjne
Liga Europejska:
- 2014

## Nagrody indywidualne
- 2017: MVP Superpucharu Niemiec
- 2022: MVP Pucharu Ligi Greckiej[8]